# Denis Lathoud
Denis Lathoud (* 13. Januar 1966 in Lyon; † 21. Juni 2025) war ein französischer Handballtrainer und Handballspieler.

## Karriere
Der 1,98 m große Denis Lathoud spielte zumeist als linker Rückraumspieler. Mit USAM Nîmes gewann er zwei französische Meisterschaften. Nach seinem Wechsel zu Vénissieux HB feierte er 1992 seinen dritten Titel sowie mit dem Gewinn des Pokals das Double. Anschließend lief er noch für Paris-Asnières und US Ivry HB auf. Nach einer Station bei HBC Villefranche en Beaujolais ging er zum italienischen Verein SSV Forst Brixen. Im Dezember 2002 wurde er Spielertrainer bei SMV Porte Normande.

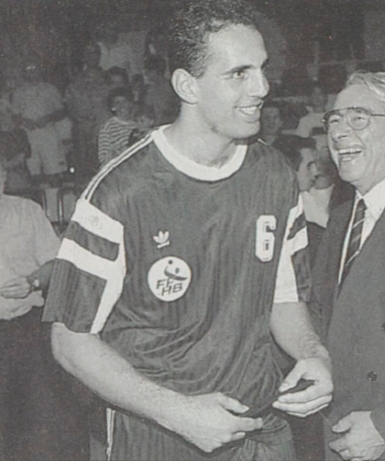
Denis Lathoud (1992)

Denis Lathoud gehörte der „Goldenen Generation“ der „Les Barjots“ an. Mit der Französischen Nationalmannschaft gewann er bei den Olympischen Spielen 1992, bei denen er ins All-Star-Team gewählt wurde, Bronze, bei der Weltmeisterschaft 1993 Silber und bei der Weltmeisterschaft 1995 Gold. Bei den Olympischen Spielen 1996 belegte er den vierten Platz. 1997 errang er bei der WM erneut Bronze. Insgesamt bestritt er 264 Länderspiele, in denen er über 700 Tore erzielte.
Nach seinem Abschied von Porte Normande 2005 trainierte Lathoud in der Saison 2005/06 CAPO Limoges. Von 2006 bis Februar 2014 war er Trainer von Dijon Bourgogne HB.